# ماکوتو شیباهارا
ماکوتو شیباهارا (انگلیسی: Makoto Shibahara؛ زادهٔ ۲۳ آوریل ۱۹۹۲) بازیکن فوتبال اهل ژاپن است.
از باشگاه‌هایی که در آن بازی کرده‌است می‌توان به باشگاه فوتبال شیمیزو اس-پالس اشاره کرد.